# Stazione di Mostra-Stadio Maradona
La stazione di Mostra-Stadio Maradona è una stazione ferroviaria di Napoli posta sulla ferrovia Cumana, prima gestita dalla SEPSA e successivamente dall'EAV. Prende il nome dalla Mostra d'Oltremare e dallo Stadio Maradona situati nelle vicinanze. Da essa è possibile raggiungere anche il politecnico dell'Università Federico II.

## Storia

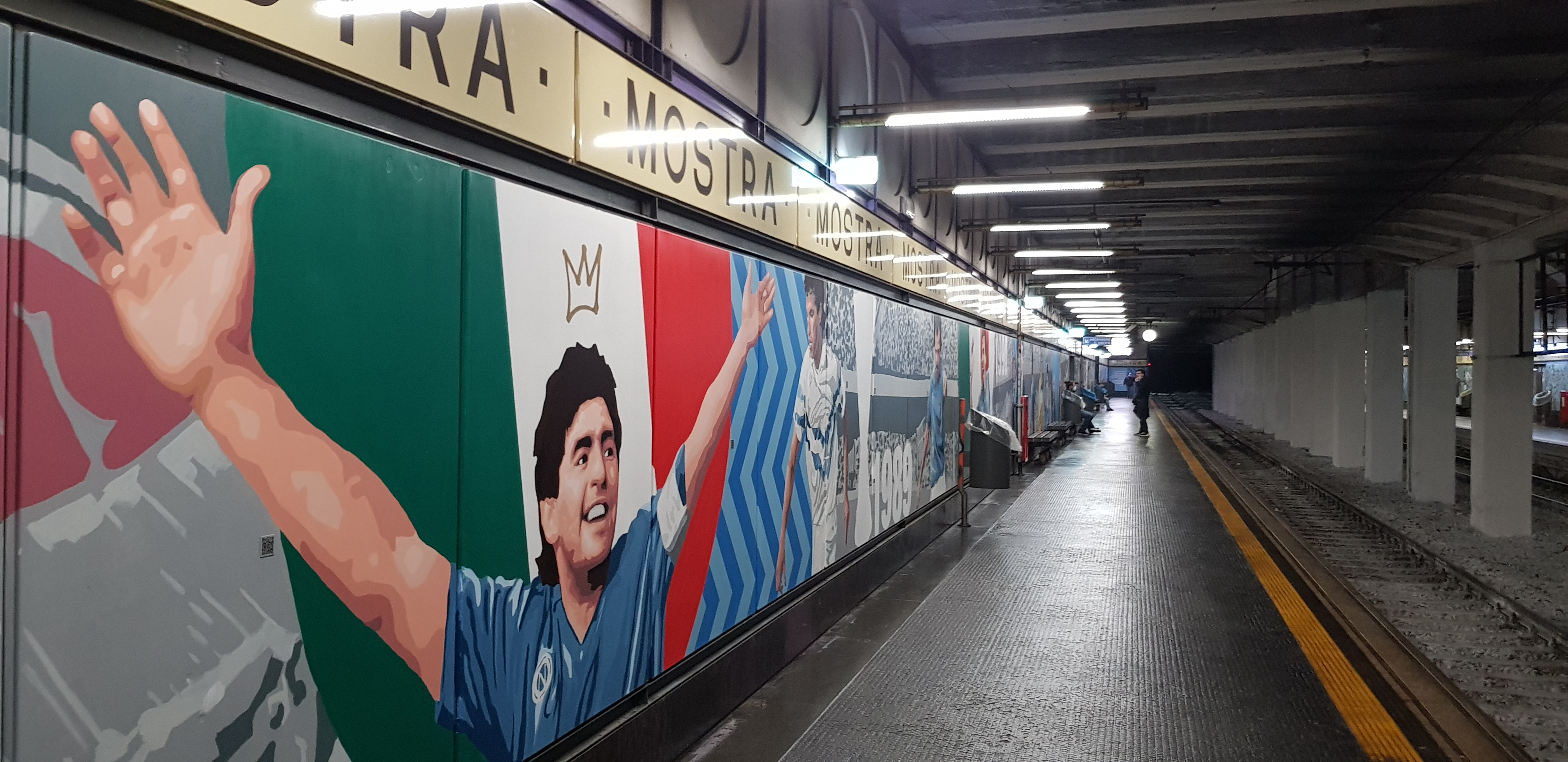
L'interno della stazione

La stazione con il nome di Taverna delle Rose venne inaugurata il 1º luglio 1889, come parte della tratta Montesanto-Terme Patamia (quest'ultima stazione non è più esistente). Il fabbricato viaggiatori attuale fu costruito nel 1939-1940 su progetto dell'architetto Frediano Frediani. Venne ristrutturata alla fine degli anni ottanta su progetto di Nicola Pagliara in occasione dei mondiali di calcio tenutisi nel 1990.
In seguito ad un progetto del 2019 lungo le banchine della stazione nel 2020 fu realizzata l'opera Forza Napoli Sempre, un'iniziativa artistica voluta dal presidente della regione Campania Vincenzo De Luca e nata dalla collaborazione tra l'EAV e la Società Sportiva Calcio Napoli.

### L'opera Forza Napoli Sempre
È costituita da una serie di murales realizzati su 130 pannelli per un totale di 300 mq, che ripercorrono la storia del Napoli. In essi sono rappresentati i personaggi che hanno fatto la storia del club calcistico: William Garbutt e Attila Sallustro pionieri degli anni venti, Bruno Pesaola, Luís Vinício, Omar Sívori, Antonio Juliano e Giuseppe Savoldi che ripercorrono gli anni sessanta e settanta, Ruud Krol e Giuseppe Bruscolotti idoli degli anni ottanta. Ci sono i protagonisti degli scudetti, su tutti Diego Armando Maradona, l'unico a cui sono stati dedicati due murales, Ottavio Bianchi, Careca, Salvatore Bagni, Fernando De Napoli, fino ad arrivare ai protagonisti del nuovo millennio, Marek Hamšík, Ezequiel Lavezzi, Lorenzo Insigne, Kalidou Koulibaly. L'opera fu presentata alla stampa il 5 dicembre 2020 alla presenza del presidente del Napoli Aurelio De Laurentiis, del calciatore Victor Osimhen e del presidente dell'EAV.

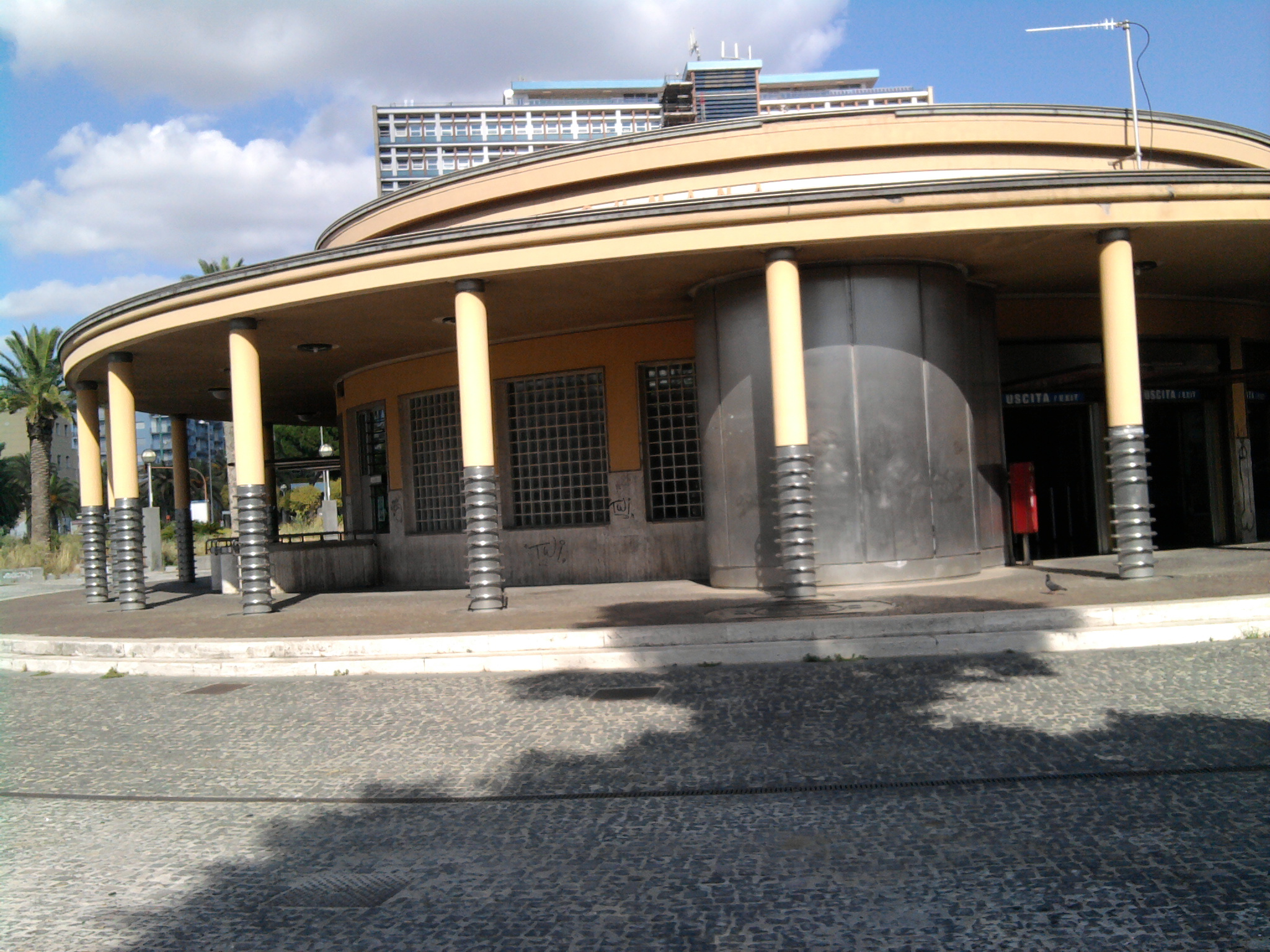
La stazione come appare dall'esterno

Gli altri personaggi raffigurati sono Cavanna, Lushta, Vojak, Monzeglio, Amadei, Jeppson, Bugatti, Corelli, Altafini, Zoff, Cané, Castellini, Romano, Garella, Alemão, Carnevale, Bigon, Zola, Fabio Cannavaro, Taglialatela, Grava, Sosa, Cavani, Benitez, Higuain, Sarri, Callejón, Mertens, Ancelotti, Gattuso e De Laurentiis.
Oltre ai protagonisti che hanno fatto la storia del club, sono rappresentati anche gli stadi, i trofei e 4 citazioni di personaggi famosi. Sul murale sono riportati dei codici QR attraverso i quali è possibile ricavare notizie interattivamente, mentre le foto storiche sono state realizzate con l'aiuto dell'Archivio fotografico Riccardo Carbone.

### Le citazioni
(Omar Sívori)
(Mimmo Carratelli)
(Diego Armando Maradona)
(Gianni Brera)

## Movimento
Il traffico passeggeri è costituito da treni ogni venti minuti per direzione sulla tratta Montesanto-Torregaveta.

## Servizi
La stazione dispone di:
- Biglietteria

## Interscambi
- Fermata metropolitana (Napoli Campi Flegrei, Linea 2)
- Fermata metropolitana (Mostra, linea 6)
- Fermata autobus